# Зелене (Вознесенський район)
Зеле́не —  село в Україні, у Веселинівській селищній громаді Вознесенського району Миколаївської області. Населення становить 269 осіб. До 2016 року орган місцевого самоврядування — Зеленівська сільська рада.

## Населення

### Мова
Розподіл населення за рідною мовою за даними перепису 2001 року:
| Мова       | Кількість | Відсоток |
| ---------- | --------- | -------- |
| українська | 258       | 95.91%   |
| російська  | 8         | 2.97%    |
| румунська  | 3         | 1.12%    |
| Усього     | 269       | 100%     |